# Gastón Acurio Velarde
Gastón Rodrigo Acurio Velarde (Cusco, 25 de diciembre de 1930) es un ingeniero civil y político peruano. Miembro del partido Acción Popular, ejerció como senador en 3 ocasiones y fue ministro de Fomento y Obras Públicas durante el primer gobierno de Fernando Belaúnde Terry. Es padre del reconocido chef peruano Gastón Acurio Jaramillo.

## Biografía
Gastón Acurio nació en la ciudad del Cusco, el 25 de diciembre de 1930. Es hijo de Rómulo Acurio de Olarte y de Hortencia Velarde Valencia.
Realizó sus estudios primarios en el Colegio San Francisco de Asís del Cuzco y los secundarios en el Colegio Nacional de Ciencias. Estudió la carrera de Ingeniería civil en la Universidad Nacional de Ingeniería, en la cual ingresó en el año 1953 con la tesis Soluciones a la comunidad de Cherequec.
Se casó con Jesusa Jaramillo Rázuri en la ciudad de Trujillo y tuvo 5 hijos: María Cecilia Acurio, Lucía Acurio, María Eugenia Acurio, María Beatriz Acurio y Gastón Acurio Jaramillo, quien es un reconocido chef peruano a nivel nacional e internacional.

## Carrera política
Durante sus años universitarios, Gastón Acurio conoció al arquitecto Fernando Belaúnde Terry, quien se desempeñaba como catedrático de la Universidad Nacional de Ingeniería. Posteriormente, Acurio junto con Belaúnde deciden fundar el partido político Acción Popular y luego ejerció como secretario general en la sede del departamento de La Libertad (1960-1963). En 1963, Gastón Acurio es designado como secretario general del partido Acción Popular y permaneció en el cargo hasta el año 1965, donde fue reemplazado por Óscar Trelles Montes.
Acurio inició su carrera política en las elecciones generales de 1963, donde postuló a la Cámara de Diputados por la Alianza Acción Popular-Demócrata Cristiana, sin embargo no resultó elegido.

### Ministro de Fomento y Obras Públicas
El 15 de septiembre de 1965, Gastón Acurio fue nombrado por el presidente Fernando Belaúnde Terry como el nuevo titular del Ministerio de Fomento y Obras Públicas en su primer gobierno, reemplazando en el cargo a Carlos Morales Macchiavello.
Durante su gestión como ministro, se construyó la Residencial San Felipe ubicado en el distrito limeño de Jesús María y también se comenzó con la construcción de la Carretera Marginal de la Selva, actualmente conocido como la carretera “Fernando Belaúnde Terry”.
Permaneció en el cargo hasta el 8 de septiembre de 1967, donde luego fue reemplazado por Enrique Tola Mendoza.

### Senador de la República
En las elecciones parlamentarias del año 1980, Gastón Acurio fue candidato al Senado de la República por Acción Popular y luego fue elegido como senador para el periodo parlamentario 1980-1985.
Durante su labor como senador, participó en las Comisiones Interparlamentarias. En el periodo 1980-1985, fue parte de la Comisión Bicameral de Presupuesto y presidente de la Comisión Investigadora de la Situación Económico-Financiera de Petroperú. También fue miembro de la Comisión Investigadora por el caso Hospitales-SVIRES.
Postuló a la reelección en las elecciones de 1985 y fue reelegido para el periodo 1985-1990. Fue nuevamente reelegido en las elecciones de 1990 como miembro del Frente Democrático.
Ejercía como miembro de las comisiones de Trabajo, Transportes y Presupuesto, sin embargo, su cargo fue disuelto tras el cierre inconstitucional del Congreso de la República decretado por el presidente Alberto Fujimori el 5 de abril de 1992. Gastón Acurio formó parte de la oposición al régimen fujimorista y luego intentó volver al Congreso de la República en las elecciones parlamentarias de 1995 por Acción Popular, donde no obtuvo éxito tras solo obtener una votación de 3,608 votos.